# Alberto Festa
Alberto Augusto Antunes Festa (ur. 21 lipca 1939 w Santo Tirso, zm. 2 stycznia 2024) – portugalski piłkarz, obrońca. Brązowy medalista MŚ 1966.
Przez wiele lat bronił barw FC Porto. Był także piłkarzem FC Tirsense. Podczas MŚ 66 zagrał w trzech spotkaniach Portugalii w turnieju. Łącznie w reprezentacji Portugalii rozegrał 19 spotkań. Debiutował w 1963.